# Elizabeth Chase
Pour les articles homonymes, voir Chase.
Elizabeth Chase, née le 26 avril 1950 à Mutare (Rhodésie du Sud) et morte le 10 mai 2018 à Johannesbourg en Afrique du Sud, est une joueuse zimbabwéenne de hockey sur gazon.

## Biographie
Elizabeth Chase fait partie de l'équipe du Zimbabwe de hockey sur gazon féminin sacrée championne olympique en 1980 à Moscou.
Elle s'est installée à Johannesbourg en 1983.
Elizabeth Chase est décédée en Afrique du Sud le 10 mai 2018 à l'âge de 68 ans.